# Autostrade nei Paesi Bassi

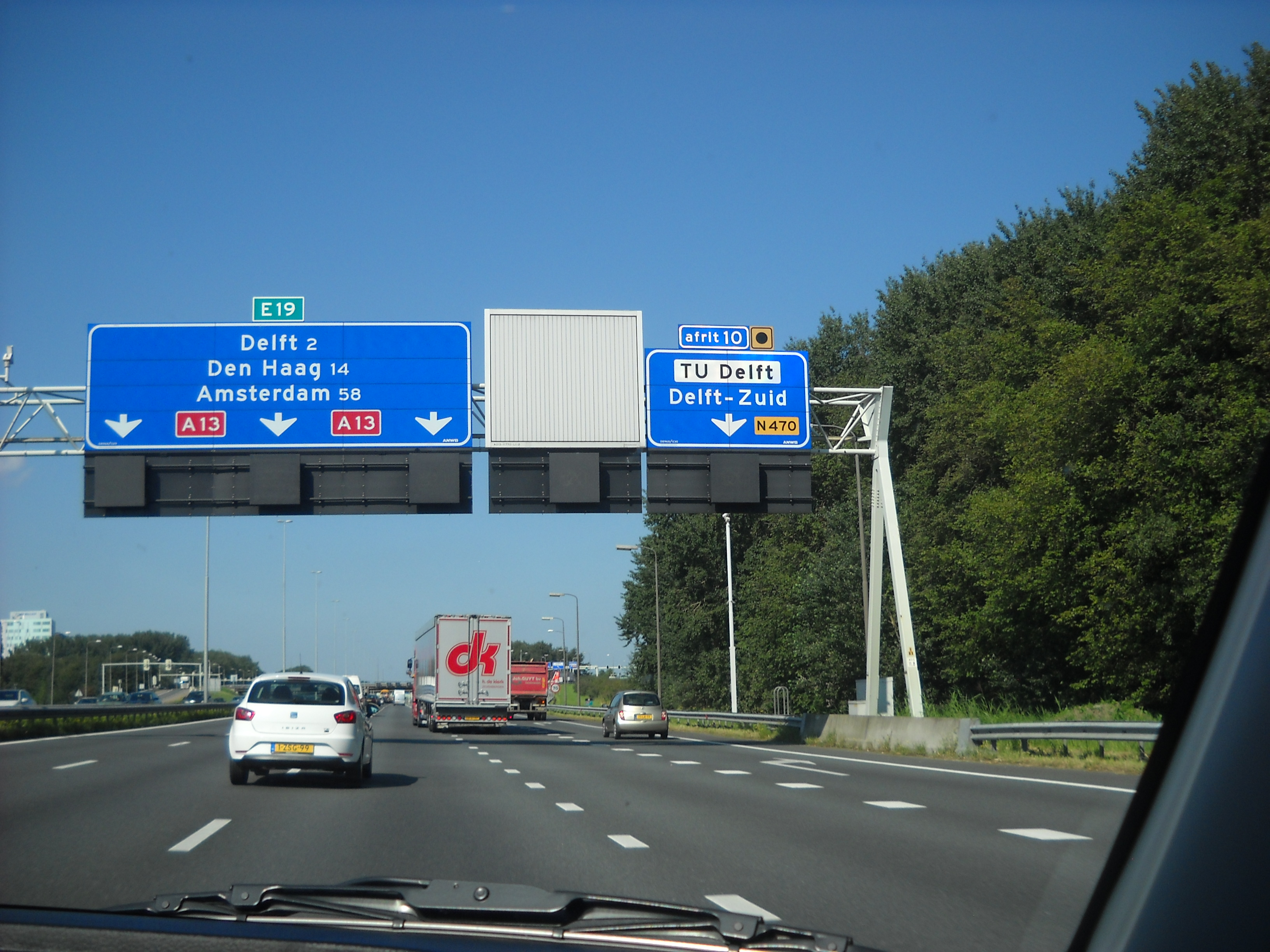
Autostrada A13 in prossimità dell'uscita Delft Sud

La rete autostradale dei Paesi Bassi è quella con la più alta densità al mondo (km di autostrade per km² di superficie territoriale).
La sigla 'A' sta per Autosnelweg. L'utilizzo è gratuito, e molte di esse sono dotate di illuminazione non solo agli svincoli, ma anche lungo il percorso. Di giorno, cioè dalle 6:00 alle 19:00, il limite di velocità è di 100 km/h in tutti i tratti. Dalle 19:00 alle 6:00 invece, il limite di velocità è di 130 km/h, ma in alcuni tratti è ridotto a 120 o 100 km/h.
In alcuni tratti la velocità massima consentita può cambiare in funzione:
- dell'ora (in molti casi vige una riduzione di velocità dalle 6:00 alle 19:00, segnalato con cartelli fissi a lato della carreggiata);
- del numero di corsie aperte (segnalato con segnali pannelli a messaggio variabile non luminosi, insieme all'indicazione del numero di corsie aperte);
- del traffico (segnalato con pannelli a messaggio variabile luminosi).

Ad esempio, sul tratto della A12 tra Gouda e Zoetermeer, i limiti vigenti sono i seguenti:
- limite di velocità 130 km/h;
- limite di velocità dalle 6:00 alle 19:00 100 km/h;
- limite di velocità in caso di traffico congestionato 50 km/h, 70 km/h o 90 km/h.

## Elenco delle autostrade
| Classificazione                          | Percorso |
| ---------------------------------------- | --- |
|                                          | - Amsterdam - Hilversum - Amersfoort - Apeldoorn - Deventer - Hengelo - / - Bundesautobahn                                                  |
|                                          | - Amsterdam - Utrecht - 's-Hertogenbosch - Eindhoven - Weert - Geleen - Maastricht - / - Autoroute                                          |
|                                          | - Amsterdam - aeroporto di Amsterdam-Schiphol - Leida - L'Aia - Delft - Vlaardingen - Hoogvliet - ;                                         |
| Halsteren/Bergen op Zoom - / - Autoroute | |
|                                          | - Hoofddorp - Badhoevedorp - Amsterdam - ;                                                                                                  |
|                                          | - Almere - Lelystad - Emmeloord - Lemmer - Joure -                                                                                          |
|                                          | Zaanstad - Purmerend - Hoorn - Afsluitdijk - Sneek - Joure - Heerenveen - Drachten - Groninga - Hoogezand - Winschoten - / - Bundesautobahn |
|                                          | - Amsterdam - Zaanstad |
|                                          | - Amstelveen - Haarlem - Beverwijk - Alkmaar                                                                                                |
|                                          | raccordo anulare (ringweg) di Amsterdam |
|                                          | Bundesautobahn - / - Zevenaar - Arnhem - Ede - Utrecht - Gouda - Zoetermeer - L'Aia                                                         |
|                                          | - L'Aia - Delft - Rotterdam - |
|                                          | Europoort - Rotterdam - Gorinchem - Tiel - Bemmel -                                                                                         |
|                                          | - Rotterdam - Dordrecht - Breda - / - Autoroute                                                                                             |
|                                          | / - Moerdijk - Roosendaal - |
|                                          | - Zevenaar - Doetinchem - Varsseveld |
|                                          | - Gouda - Rotterdam - Vlaardingen - Maassluis                                                                                               |
|                                          | - IJmuiden - Beverwijk - |
|                                          | - Breda - Gorinchem - Utrecht - Hilversum - Huizen - Almere -                                                                               |
|                                          | - Utrecht - Amersfoort - Harderwijk - Zwolle - Meppel - Hoogeveen - Assen - Groninga                                                        |
|                                          | Rotterdam - Dinteloord |
|                                          | - Barneveld - Ede - |
|                                          | Harlingen - Franeker - Leeuwarden |
|                                          | - Meppel - Steenwijk - Heerenveen - Akkrum - Leeuwarden -                                                                                   |
|                                          | Enschede - Hengelo - Almelo - Wierden |
|                                          | - Hoogeveen - / |
|                                          | / - Ridderkerk |
|                                          | Wassenaar - Leida - Nieuw-Vennep - |
|                                          | - Eindhoven - Oss - Wijchen - Arnhem - Apeldoorn - Zwolle -                                                                                 |
| - Kampen -                               | |
|                                          | - Eindhoven - Tilburg - Breda - Roosendaal - Bergen op Zoom - Goes - Middelburg - Flessinga                                                 |
|                                          | - Hellegatsplein - Moerdijk - Waalwijk - 's-Hertogenbosch - Oss -                                                                           |
|                                          | tangenziale (ringweg) di Vught |
| tangenziale (ringweg) di Tilburg         | |
|                                          | Autoroute - / - Eindhoven - Venlo - / - Bundesautobahn                                                                                      |
|                                          | - Nimega - Venlo - Roermond - Maastricht -                                                                                                  |
|                                          | - / - Bundesautobahn |
|                                          | Autoroute - / - Stein - Geleen - Hoensbroek - Heerlen - / - Bundesautobahn                                                                  |
|                                          | Boxmeer - / - Bundesautobahn |
|                                          | - Maastricht - Heerlen |
|                                          | Zwanenburg - Haarlem |
|                                          | Goes - |
|                                          | Eindhoven - Helmond |
|                                          | Arnhem - |
|                                          | - |
|                                          | Arnhem - |
|                                          | - Nimega |

### Numerazioni obsolete/riassegnate
| A22  | ora declassata come strada comunale di Utrecht Waterlinieweg                |
| A48  | ora rinominata A348                                                         |
| A52  | ora rinominata A325                                                         |
| A68  | Weert - Roermond ora declassata come strada provinciale N280                |
| A76  | Heerlen - Bocholtz ora declassata come strada provinciale N281              |
| A205 | Rottepolderplein - Haarlem-Zuid ora declassata come strada provinciale N205 |
| A208 | Haarlem - Santpoort ora declassata come strada provinciale N208             |
| A261 | Tilburg - Loon op Zand ora declassata come strada provinciale N261          |